# Dirhinus caelebs
Dirhinus caelebs is een vliesvleugelig insect uit de familie bronswespen (Chalcididae). De wetenschappelijke naam is voor het eerst geldig gepubliceerd in 1937 door Masi.